# The Day Will Come
Pour plus de détails, voir Fiche technique et Distribution.
The Day Will Come (Der kommer en dag ; litt. « Il viendra un jour ») est un film dramatique danois réalisé par Jesper W. Nielsen, sorti en 2016.
Il s’agit d’un fait réel ayant lieu à l’orphelinat Godhavn (da) à Tisvilde sur la côte nord de l'île de Seeland en Danemark dans les années 1960.
Le film a été également diffusé sous la forme d'une mini-série en trois épisodes.

## Synopsis
En 1967, dans le quartier de Nørrebro à Copenhague, deux frères inséparables, Elmer, dix ans, et Erik, treize ans, découvrent qu’ils vont être placés à l'orphelinat Gudbjerg en raison de leur mère malade. Dans cet établissement, les règles sont claires : les enfants doivent obéir… mais, sans tarder à le savoir, violence et humiliations s’y font tous les jours…

## Fiche technique
Sauf indication contraire, les informations mentionnées dans cette section peuvent être confirmées par la base de données cinématographiques IMDb,  présente dans la section « Liens externes ».
- Titre original : Der kommer en dag
- Titre international : The Day Will Come
- Réalisation : Jesper W. Nielsen
- Scénario : Søren Sveistrup
- Musique : Sune Martin
- Direction artistique : Sabine Hviid
- Décors : Kristina Kovacs
- Costumes : Stine Thaning
- Photographie : Erik Zappon
- Montage : Janus Billeskov Jansen
- Production : Peter Aalbæk Jensen, Sisse Graum Jørgensen et Louise Vesth
- Société de production : Zentropa Entertainments ; FilmFyn, Film i Väst et Zentropa International Sweden (coproductions)
- Société de distribution : Nordisk Film Distribution
- Pays de production :  Danemark
- Langue originale : danois
- Format : couleur
- Genre : drame
- Durée : 119 minutes
- Dates de sortie :
  - Danemark : 13 avril 2016 (avant-première mondiale à Odense) ; 21 avril 2016 (sortie nationale)

## Distribution
- Lars Mikkelsen : Frederik Heck
- Harald Kaiser Hermann : Elmer
- Albert Rudbeck Lindhardt : Erik
- Sofie Gråbøl : la professeure Lilian Hammershøj
- Lars Ranthe : le professeur Toft Lassen
- Søren Sætter-Lassen : l’enseignant Aksel
- Sonja Richter : la mère d'Erik et Elmer
- David Dencik : l’inspecteur Hartmann
- Paw Henriksen : l’oncle d'Erik et Elmer
- Solbjørg Højfeldt : Mme Oskarson
- Jens Jørn Spottag : l’inspecteur
- Mads Wille : Dr Hvidtfeldt

## Accueil
Pour la chaîne danoise TV 2, le film devient une mini-série en trois épisodes diffusés en mars 2017.

## Distinctions

### Récompenses
- Festival du film de Hambourg 2016 : prix du public
- Danish Film Critics Association 2017 : meilleur acteur dans un second rôle pour Lars Mikkelsen
- Danmarks Film Akademi 2017 :
  - Meilleur film danois
  - Meilleur scénario original pour Søren Sveistrup
  - Meilleur acteur dans un second rôle pour Lars Mikkelsen
  - Meilleure actrice dans un second rôle pour Sofie Gråbøl
  - Meilleurs décors pour Sabine Hviid
  - Meilleurs costumes pour Stine Thaning

### Nominations
- Danish Film Critics Association 2017 : meilleure actrice dans un second rôle pour Søren Sveistrup
- Danmarks Film Akademi 2017 :
  - Meilleur réalisateur pour Jesper W. Nielsen
  - Meilleurs maquillages pour Louise Hauberg
  - Meilleur montage pour Janus Billeskov Jansen et Morten Højbjerg
  - Meilleure musique de film pour Sune Martin
  - Meilleurs effets visuels pour Lars « Lalo » Werner Nielsen, Kim Fersling et Alexander Schepelern